# George Dyson
Sir George Dyson (født 28. maj 1883 i Halifax, Yorkshire - død 28. september 1964 i Winchester, England) var en engelsk komponist, lærer og rektor.
Dyson studerede komposition på Det Kongelige Musikkonservatorium i London hos Charles Villiers Stanford. Han har skrevet 3 symfonier, orkesterværker, koncertmusik, kammermusik, korværker, strygekvartetter etc. Dyson var også rektor for Det Kongelige Musikskonservatorium i London. Hans værk "The Canterbury Pilgrims" er et mesterværk af højeste karat, og nok hans mest kendte.

## Udvalgte værker
- Koral Symfoni "St. Paul's rejse til Melita" (nr. 1 ) (1917) - for orkester
- Symfoni (i G-mol) (nr. 2) (1937) - for orkester
- Symfoni Koncert (3. klaverkoncert) (1967) - for klaver og orkester
- "Canterbury pilgrimme" (1931) - for orkester